# 楊雲萍
楊雲萍（1906年10月17日—2000年8月6日），本名友濂，臺灣作家及歷史學家。

## 生平
1906年，楊雲萍生於臺北士林，祖父是舊式文人，父親楊敦謨在後壠行醫。楊雲萍受祖父漢文教育，1921年（大正十年）考取臺北州立第一中學校（今臺北市立建國高級中學）；熟稔日文的楊雲萍，因此知識上的吸收與世界思潮同步，一方面經由白話文的書寫，除了有「新鮮的感覺」之外，更產生對文化祖國語言的認同感，成為日治時代典型的「中間世代」文化人。:39-421924年，以「士林雲萍生」為名於《臺灣民報》發表文章，自此遂以「雲萍」之名聞於世，為台灣新文學運動重要推手之一。1925年，與江夢筆創刊台北第一本白話文雜誌《人人》，開臺灣白話文學雜誌之先河。
1926年，楊雲萍東渡日本內地，入讀日本大學預科。在此期間，他受到了菊池寬、川端康成兩位日本作家的薰陶，其中文小說都發表於此時。:13相對於楊逵等人繼續以左翼路線做為改革殖民地的途徑，楊雲萍堅持藝術美學永恆的表現做為紀錄殖民地歷史的施力場域。:5-61933年（昭和八年）返台後，投入南明史、台灣歷史與文化的研究。
1943年，楊雲萍、齋藤勇、周金波與日本人長崎浩參加第二回「大東亞文學者大會」，另其日文小說〈部落日記〉在《新建設》雜誌連載，惜未刊完；同年，出版日文詩集《山河》八百部，惟大半以上毀於戰火。該詩集奠定了楊雲萍詩人的地位。他著有短篇小說〈月下〉、〈罪與罪〉、〈光臨〉、〈到異鄉〉、〈弟兄〉、〈黃昏的蔗園〉、〈加里飯〉、〈秋菊的半生〉、〈青年〉。另有新詩集《山河》，及舊詩集《吟草集》。:13-14楊雲萍的詩作「部份表現台北大稻埕風物民情，另一部分則屬生活斷想，具有思想厚度」；其短篇小說都甚短，很少有尖銳的意識型態的流露。但小說中所隱藏的反日抵抗意識，冷靜的知性以及詩精神，都有獨樹一幟的表現。
1945年第二次世界大戰結束後，楊雲萍歷任《民報》主筆，《臺灣文化》主編，臺灣省編譯館編纂組主任、臺灣省文獻委員會委員，國立臺灣大學歷史學系、東海大學歷史學系及中國文化大學歷史學系教授等。:14

## 著作

#### 出版
- 楊雲萍/著，《台灣史上的人物》，成文書局，1981年。
- 楊雲萍/著，《台灣的文化與文獻》，台灣風物，1990年。
- 楊雲萍/著，《南明研究與台灣文化》，台灣風物雜誌社，1993年。
- 林瑞林、許雪姬/主編，《楊雲萍全集》，國立台灣文學館，2011年。
- 許雪姬主編，《楊雲萍文書資料彙編目錄》，中央研究院臺灣史研究所，2008年。
- 張炎憲、曾品滄主編，《楊雲萍藏臺灣古文書》，台北縣新店市：國史館，2003年。

#### 刊載與編選
- 楊雲萍以中國白話文書寫的詩作〈這是什麼聲音？〉，收錄在李南衡主編的《日據下台灣新文學明集4：詩選集》裡，該書由明潭出版社出版，在1979年3月15日發行初版。
- 楊雲萍在日治時期所寫的小說，重要作品收錄在張恆豪主編的《楊雲萍、張我軍、蔡秋桐合集》。[8]
- 楊雲萍日文詩集《山河詩集》與《山河新集》的全部詩作，以及〈部落日記〉第1回到第9回的內容，戰後由台灣詩人與詩論家葉笛翻譯成中文，後來被人收錄在《葉笛全集9 翻譯卷二》。[9]
- 楊雲萍的詩作〈新年志感〉、〈道〉、〈妻喲〉，收錄在林瑞明主編《國民文選‧現代詩卷I》。[10]

## 外部連結
- 臺大近代名家手稿展－楊雲萍教授藏書暨手稿展（國立臺灣大學圖書館）
- 台灣作家作品目錄資料庫——楊雲萍 （页面存档备份，存于）